# Cola reticulata
Cola reticulata är en malvaväxtart som beskrevs av A. Cheval.. Cola reticulata ingår i släktet Cola och familjen malvaväxter. Inga underarter finns listade i Catalogue of Life.